# Христо Тодоров (учител)
Вижте пояснителната страница за други личности с името Христо Тодоров.
Христо Димитров (Димитриевич) Тодоров е български просветен деец от Възраждането.

## Биография
Тодоров е роден в 1814 година в Дупница, тогава в Османската империя, в търговско семейство. Получава образованието си в Самоков при Игнатий Самоковски и в родната си Дупница.
От 1836 година започва да преподава, първо като килиен учител, а след това като взаимен. Между 1838 – 1841 година е учител в Горна Джумая. В Горна Джумая прави първи опити да реформира училището, въвежда гимнастика и строева подготовка. После между 1841 и 1850 година е учител в Дупница и в Самоков от 1851 година.
През 1855 година издава в Самоков „Служба с житием и страданием светаго великомученика Георгия Новаго“. Участва в църковно-националните борби и подпомага дейността на Неофит Рилски.
През 1871 година е делегат на Първия църковно-народен събор на Българската екзархия, като представител на Самоковската епархия. На 14 май същата година подписва приетия от събора устав на Екзархията. През 1872 година е избран за член на Дупнишката община.
Умира в Дупница през 1888 година.
Сестра му Анастасия (Ната) Тодорова е килийна учителка в Дупница между 1850 и 1860 година.